# Karl Lützel

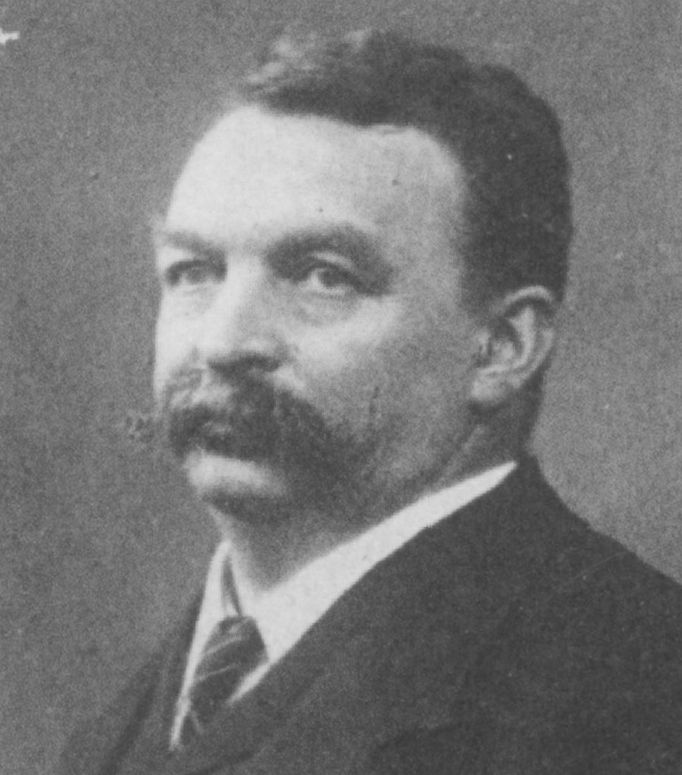
Karl Lützel als Reichstagsabgeordneter 1912

Karl Lützel (* 18. Juni 1859 in Pirmasens; † 9. Februar 1929 ebenda) war Bäckermeister und Mitglied des Deutschen Reichstags.

## Leben

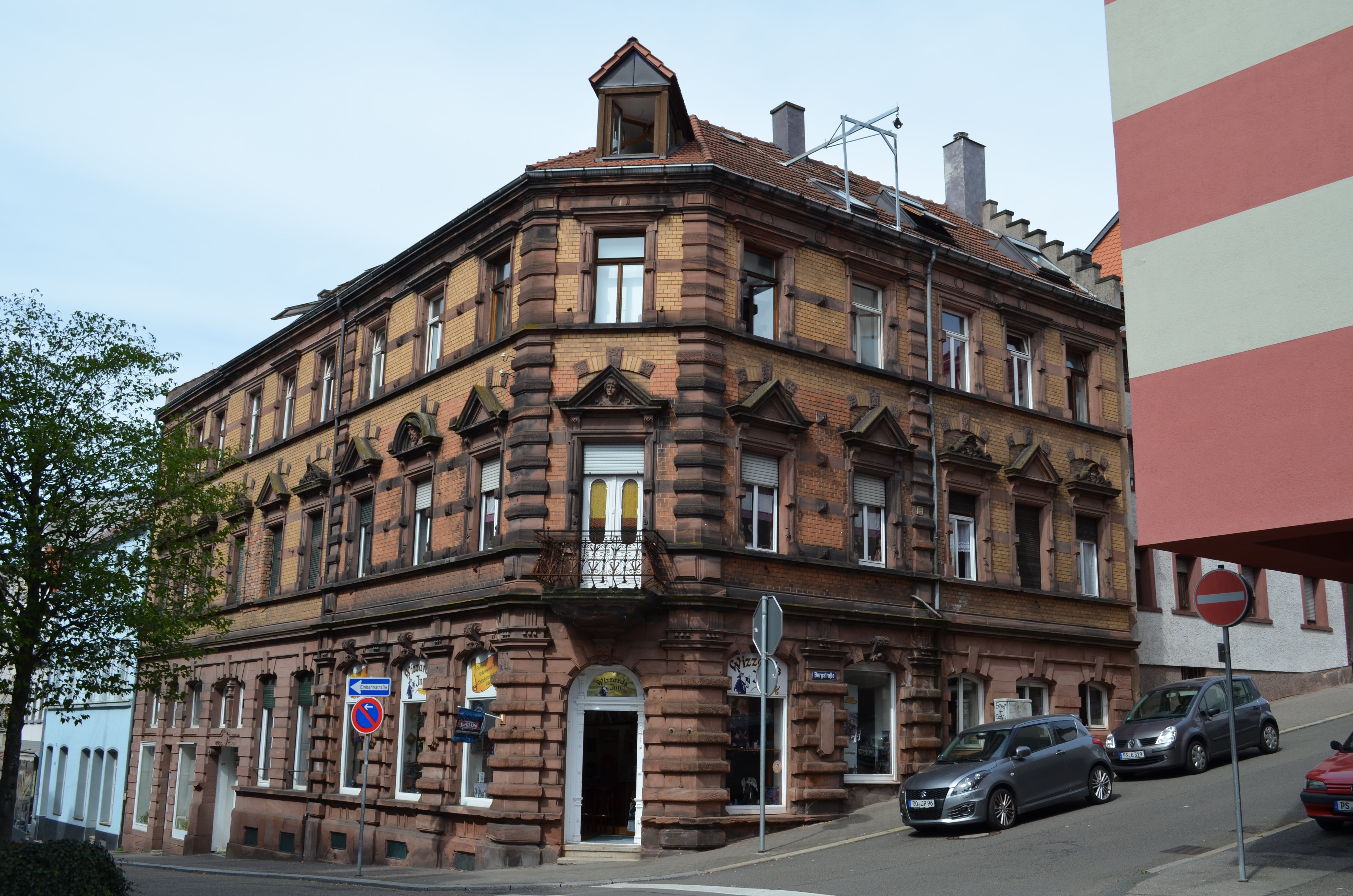
Die ehemalige Bäckerei Lützel in der Pirmasenser Hauptstraße

Lützel besuchte  die Volksschule und fünf Klassen der Lateinschule in Pirmasens. Er erlernte von 1876 bis 1878 das Bäckerhandwerk und betrieb ab 1883 eine Fein-Brot-Bäckerei in Pirmasens. 1878 und 1879 diente er beim bayerischen 2. Jägerbataillon in Zweibrücken. Ab 1900 war er Mitglied des Stadtrats, des Armenpflegschaftsrats und des Distriktsrats und von der Zeit an auch zweiter Vorsitzender der Pfälzischen Handwerkskammer in Kaiserslautern. 1898 wurde er Obermeister der Bäckerinnung in Pirmasens und Meisterprüfungs-Vorsitzender. Ausgezeichnet wurde er mit dem Verdienstkreuz vom hl. Michel. Die Bäckerei Lützels befand sich in der Hauptstraße 97, an der Ecke von Berg- und Hauptstraße, das Gebäude überstand beide Weltkriege bis heute.
Von 1912 bis 1918 war er Mitglied des Deutschen Reichstags für den Wahlkreis Pfalz 4 (Zweibrücken, Pirmasens) und die Nationalliberale Partei.